# Рождество Богородично (Рамна)
„Рождество на Пресвета Богородица“ (на гръцки: Γέννησης Θεοτόκου) е българска възрожденска православна църква в гумендженското село Рамна (Омало), Егейска Македония, Гърция, част от Гумендженската, Боймишка и Ругуновска епархия на Вселенската патриаршия.
Църквата е построена между 1856 и 1858 година и е гробищен и енорийски храм на селото. Сградата има общите характеристики на църквите от региона на Македония в XIX век и принадлежи към вида на трикорабните базилики. Вътрешните размери на храма са 12,20 х 7,80 m. На запад и на юг църквата има трем. Нартексът и галерията на запад не са запазени. Покривът е едномансарден със засеци от запад и изток. Апсидата на олтара е полукръгла. От интериорът са запазени резбованите владишки трон, два проскинитария и иконостас. Запазени са и оригиналните дървени тавани образуващи геометрични фигури, изписани с ярки цветове с цветя и вази. Подобна украса имат и резбованите дървени елементи от интериора. Фронтоните на аркадите, част от северната, южната и източната стена също са изписани, както и нишите на протезиса и светилището. В храма има икони на кулакийските зографи Ставракис Маргаритис, Атанасиос Маргаритис и Дакос Хадзистаматис, както и на кожанския зограф Стерьос Димитриу.
В 1987 година църквата е обявена за паметник на културата под надзора на Девета ефория за византийски старини към Министерството на културата.